# 1848年奥地利帝国革命
1848年奥地利帝国革命（德语：Revolution von 1848/1849 im Kaisertum Österreich；英语：Revolutions of 1848 in the Austrian Empire）是1848年3月至1849年11月間，在奥地利帝国各地發生的一系列革命，其中的大部分活動均具有民族主義特徵：在維也納治下的帝國內，德意志人、匈牙利人、 斯洛文尼亞人、波蘭人、捷克人、斯洛伐克人、魯塞尼亞人（烏克蘭人）、羅馬尼亞人、克羅地亞人、威尼托人和塞爾維亞人，都有意在革命事業裡獲取自治或獨立，或制壓其他民族主義。除了當時的民族主義，同時存在對帝國長久以來的保守主义做出抵抗的自由主义以及社会主义潮流。
革命前奧地利施行的聯邦制，既已包含容許各邦及各等級成員代表持有「獨立自主」的權力，並與地方自治乃至分離主義有一定密切相聯，並未有相當中央集權化:261-262——因而革命運動主要譴責的是「專制政府的壓迫行為」，並要求奧地利是可以獲得一個具備資產階級、專業界中產階級和農民們的代表度的代議機構來施行管治，並由該代議機構組建治理國政的部門，由其施政導向更為公平的稅制、公民自由、法制改革和教育普及化:183。
另一面奧地利當局為了增強政體的道統性，當時也有所推行德國化，而其結果也就是令到德意志人萌發出一種傾向於國族統一、進而意味著脫離奧地利帝國的理念。如此這般的民族主義願景是在德意志地區同一時間的運動裡所達成，其之後是發展為德意志统一。非德意志族裔也有受到相應理念連帶影響，激進化起相關的民族運動:7-9。
面對運動內各社羣派系競相不合的時候，奧地利哈布斯堡王朝依賴旗下軍隊的忠誠度保證其重振權威:121，利用帝國內各社羣間矛盾逐步恢復權威，革命運動中被解放和獲得自由的農民們，也不再大力支持貴族和知識階層繼續運動，帝國軍隊因而得以接二連三地重奪各地的控制權:168。革命時期短暫踐行議政使命的新維也納國會於1848年7月22日開始運作，在11月22日移至摩拉維亞市鎮克羅梅日什繼續履職，於1849年3月7日被奧地利帝國軍隊強行驅散:123。
而弗朗茨·約瑟夫一世在革命後期接任奧地利皇帝，迫於運動壓力為維繫帝國權威，有繼續推行一定程度的法律與政策改革，擴大地方自治及保證各族平等——如在1849年3月17日頒下《鄉鎮臨時法》（Provisorisches Gemeindegesetz），被視為德意志地區現代意義上第一部地區自治法定化文件，其第一條規定「自由國家的基礎是自由的鄉鎮」。但皇帝鞏固統治之後，是重新對公民自由和權利進行壓制，而奧地利正式確立鄉鎮自治制度是直到1862年3月5日頒下《帝國鄉鎮法》之時 。而在1848年革命後，奧地利也通過「謹慎的權力配置」以及國家權力的「分散化」以「自上而下」方式繼續施行聯邦體系，即將政體（主權）權力由皇帝和帝國中央，逐漸轉移至作為自治單位的邦（州）:257。

## 早期紛擾
在1815年維也納會議後，由於社會及政治緊張態勢日益加深，催生出1848年革命。在「三月前」時期，既已保守的奧地利帝國，在梅特涅政府施行專制下有進一步拋離启蒙时代的理念。當時秘密警察非常活躍，新聞自由、諸多大學活動被限制，連兄弟會也有一同遭遇。如此這般在「三月前」時期的社會發展是被拖累，但也未被完全阻隔——經濟自由化是得以促使資產階級的崛起 , 而這一階層也成為當時自由主義的主推力量:395-399。

### 社會和政治爭議

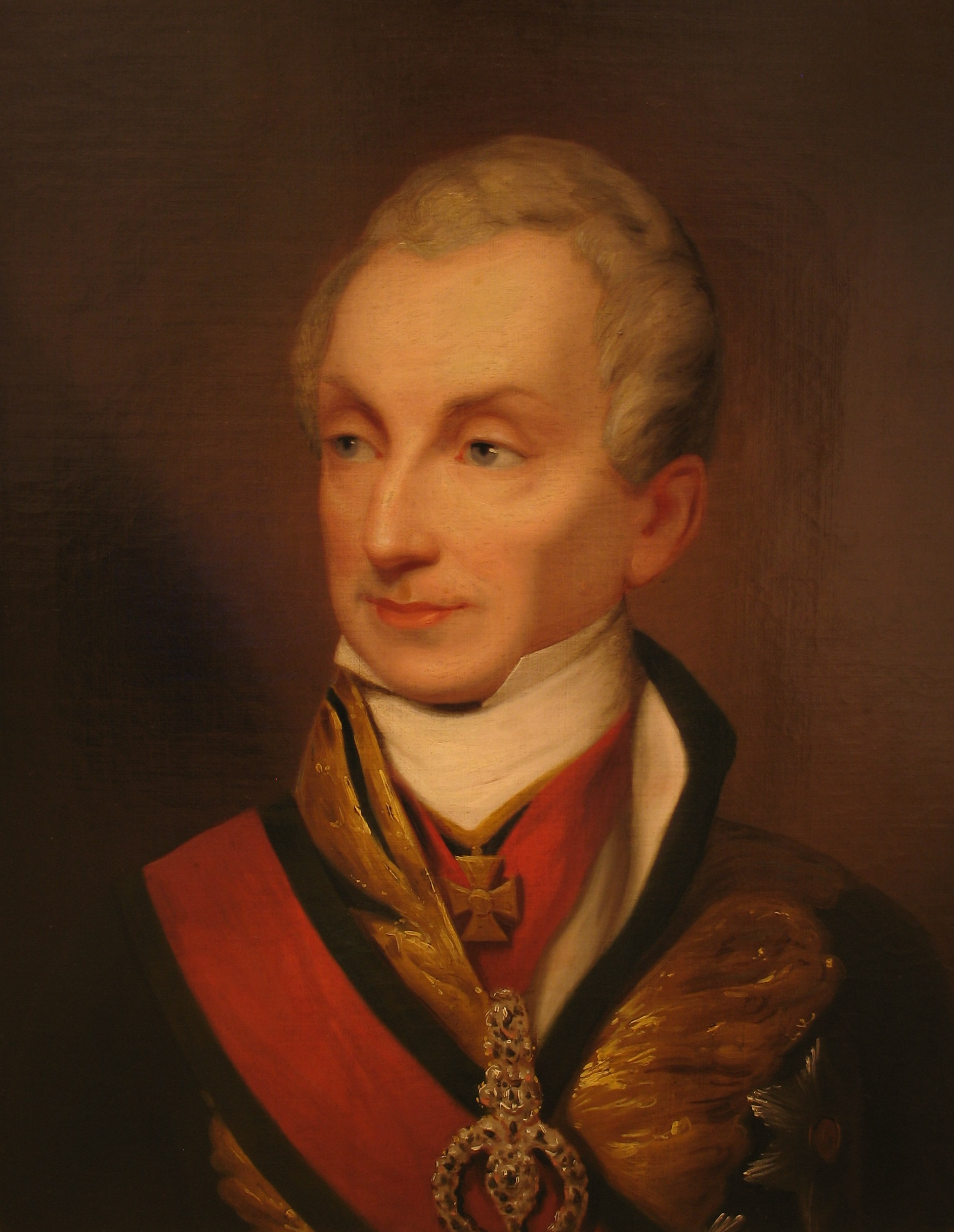
1840年代的梅特涅。

在匈牙利部分地區，債務人和債權人間在農業生產以及土地使用權方面有諸多爭端，是導致衝突偶爾暴力激化。在1848年以前的歐洲，圍繞組織化宗教也普遍存在衝突，其當時緊張情勢起自天主教內以及各不同信仰成員間。這些衝突也常常混雜著政治實體間的衝突。包括著武裝部隊和徵收稅賦事務的政治實體間衝突，相對對革命者們來說，是最為重要的內容。1848年臨近之前，帝國持續在鎮壓多次革命，以維持當局持久奉行由保守派大臣梅特涅主推的歐洲協調政策，但這些革命局面令帝國近乎破產而一直是兵員短缺。時委員會草案也導致士兵和平民間的爭吵。所有這一切矛盾，還進一步激怒那些對所背負封建義務持以怨恨的農民們。
儘管言論及結社自由被收緊，當時於學生階層，以及受約瑟夫二世學校（Josephine Schools，加利西亞/利沃夫猶太人入讀）或德意志大學教育的羣體內，是有一種自由德意志文化在蓬勃發展。受啟發的這些人是有出版討論教育和語言課題的小冊子及報紙；基礎性自由化改革的需要當時也作為一項前提。這些中產階級自由主義者在很大程度上理解並接受了強迫勞動是沒有效率的，認為帝國應改採用有薪勞工制度——問題是如何施行這類改革。
在當時維也納，較著名的自由主義俱樂部包括有法政讀書會（1842年成立）和協和協會（1840年成立）。這些社團，和下奧地利制造商協會（1840年成立）一樣，如同當時在城內咖啡馆、沙龍乃至表演台去批評梅特涅政府的文化，為其中的組成部分——但在1848年之前，這些地方所表達訴求，唯獨於共和，並未擴延向憲政或集會自由。他們當時僅主張放鬆審查、宗教自由、經濟自由，最重要的是要建立一個更稱職的行政管治體系。他們同時是反對人民主權和普選。 :315-316
當時更為左翼的則是較激進及貧困的知識階層，是以在1840年代的奧地利，教育機會是遠超出可供予受教育者的就職機會。 :316

### 事起前各關聯情狀

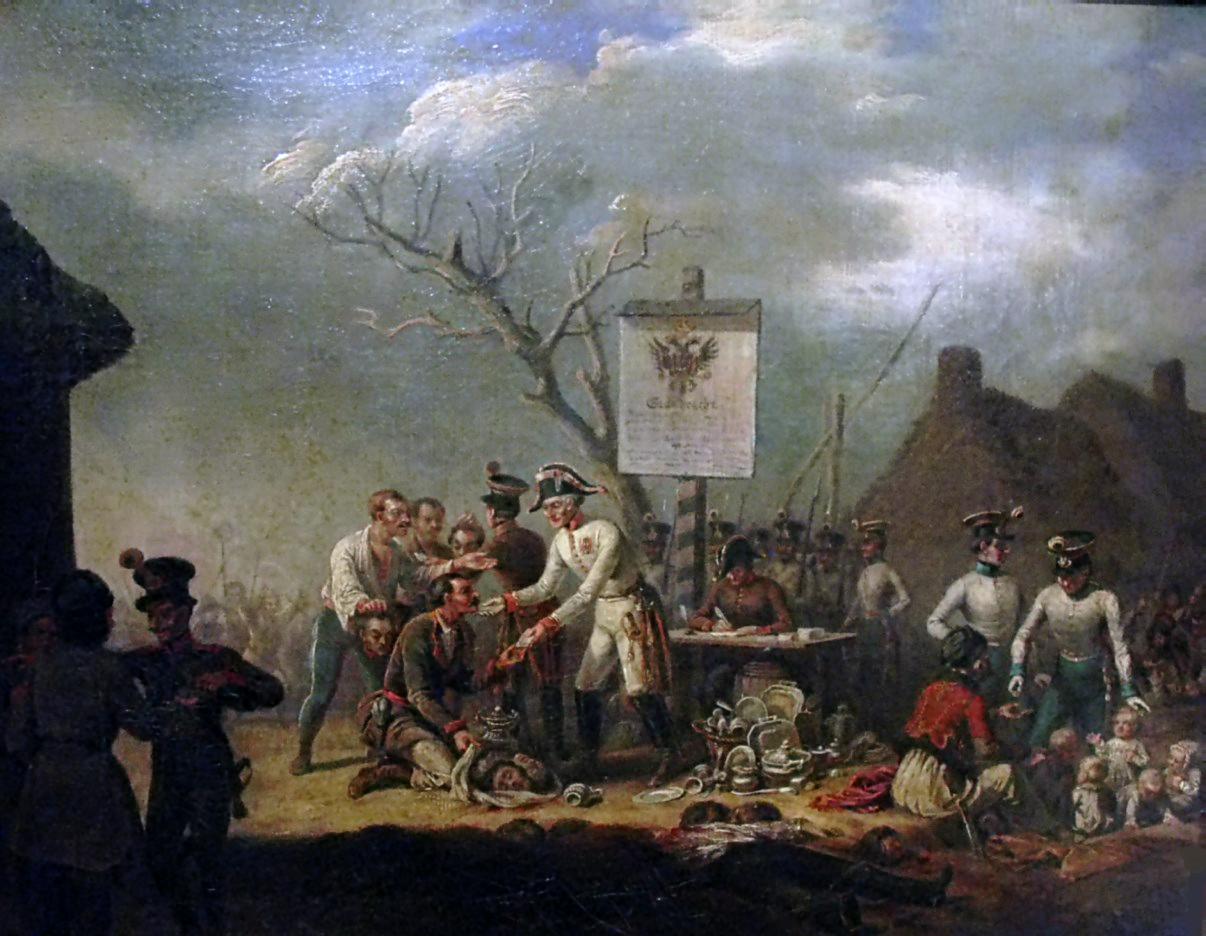
1846年加利西亞被利誘的農民們向當局上交被獵殺人頭的描繪畫面。

土豆疫病在1845年時由北美傳入比利時，由此揭開四十年飢餓 。伴隨著疫病在歐洲的迅速蔓延，當時貧困人口的主要卡路里來源斷供並出現食品價格飆升。 1846年在奧地利加利西亞的波蘭貴族們發動了起義，而奧地利塔爾努夫當局反過來支持加利西亞農民們暴動，許諾他們一旦協助鎮壓貴族便可結束負有的封建義務，還懸賞鼓勵農民們對貴族進行開獵殺，而將起事鎮壓下去:259-256。1845～1847年間的經濟危機，是以整個大陸的經濟衰退和糧食短缺為其標誌。到了1848年1月的時候，在米蘭是發生了騷動，而維也納各銀行在此間前是也出現擠提風潮:119。在到2月底時，在巴黎也出現示威浪潮，路易-菲利普一世因此退位，助推到整個大陸繼續有類似反叛活動興起。

## 奧地利轄境的革命

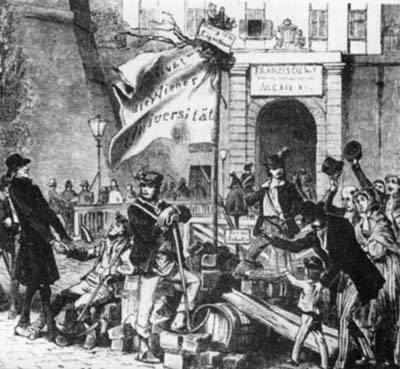
時由維也納學生組成的學術軍團 (維也納)，於動搖梅涅特政府及促使其1848年3月13日請辭 上擔演過關鍵角色。

### 早期勝況至緊張情勢
2月巴黎取得勝利的消息傳開後，在整個歐洲包括维也纳也接連爆發起義活動。而在奧地利帝國的革命，最開頭時是一場由維也納領袖愛德華·馮·鮑恩費爾德和亞歷山大·巴赫所發起的自由派請願活動。下奥地利領地的自由派成員於1848年3月3日在維也納集議，務求舉行一個可產生「更愛國兼有啟蒙思想性的代議機構」的大選，並以該機構建言君主實行政治改革:37；同日在佩斯的科蘇特·拉約什呼籲對整個帝國進行徹底改革，此舉進一步激化起在維也納的革命，而後者反過來也助推匈牙利和帝國其他地區的革命，這些革命也同時聲援到德意志的革命:119。
下奥地利自由派們3月9日再向本州議會呈交請願書:402n，其中一項是要求保守的政府總理兼外交大臣梅特涅親王下台，而議會也正式在會提出有關訴求——當時沒有勢力集結起來為梅特涅辯解，時任奧皇斐迪南一世也沒有對此提出反對，因而他是於3月13日請辭:298。梅特涅之後遠走倫敦，之後直到11月，奧地利帝國經歷了數個短命的自由主義政府，名義上斐迪南所任免的都是自由派人選，歷任五位首席大臣：科洛弗拉特伯爵（3月17日至4月4日）、（菲克爾蒙伯爵4月4日至5月3日）、皮勒斯多夫男爵（5月3日至7月8日 )、 多布爾霍夫-迪爾男爵（7月8日至7月18日）和韋森伯格男爵（7月19日至11月20日）:314。處於當時運動光景下，大多運動參與者都沉浸於自由主義所獲勝果的歡喜之中，社會及政治衝突還有教派內外敵意平息於此段時刻——據時波蘭獨立運動家-奧地利加利西亞瑟姆議員弗洛里安·齊米亞寇斯基憶述各背景羣體一片自身解放期待和高漲的樂觀主義，提及4月在維也納各社羣一同慶祝活動時，波蘭旗是和德意志三色旗、匈牙利三色旗比肩而立，嘆言「我們都彷彿活在一個美麗的夢裡」。羣眾性政治組織及公眾參與政府架構也變得普遍起來。而當時任免的諸自由派大臣都未能構建起中央管治權威，在奧地利當時所轄多地各自均有不同運動及戰局等發展。

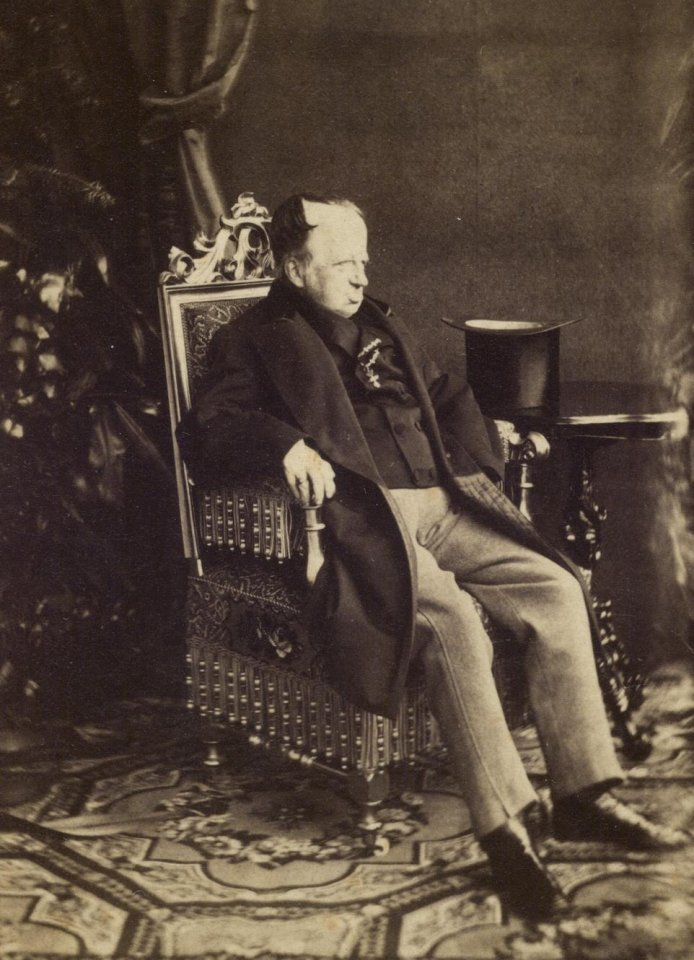
1870年代時年邁的斐迪南一世。

### 「人民之春」後的社會及政局緊張
參與運動的黨派取得勝利，被視為一個較低階層配以更強烈憤怒和精力去再發展回舊有衝突的機會。其中在維也納，就發生了數次抗稅及謀殺徵稅官未遂，而當時針對士兵們、包括對從米兰撤退的拉德茨基部隊的襲擊都很普遍。在此期間維也納大主教被迫逃離，在格拉茨的耶穌會修道院也毀於此難之中。
當時民族主義的訴求及其矛盾，是隨著新的國族政府開始施政和進行統一（舉措），而轉明顯化。撒丁王國君主撒丁島的查爾斯·阿爾貝托，於3月23日在奧地利主掌下意大利的北部省份發動起一場民族主義戰爭，而這後來是引起整個半島注目。而當時的德意志民族主義運動面前有一問題，即奧地利是否（往後）應被納入德意志的統一政體內，這個難題也在當時法蘭克福國民議會上引起分歧。在當時維也納的自由派大臣們，是願意允許在哈布斯堡部分領土上舉行德意志國民議會選舉，但開初是未選定具體參與的領土範圍——匈牙利和加利西亞是被確定可排除在德意志框架外；德意志民族主義者（在時波希米亞議會內有主導地位）時理所當然地認為舊王室領土也是屬於統一德意志政體之一部分，而波希米亚和摩拉維亞大多數人口事實上都是使用捷克语——斯拉夫语之一種。當時的捷克民族主義者視捷克語為最優先，進而是呼吁抵制在當時波希米亞、摩拉維亞和近鄰奥地利西里西亚（也有部分地區通行捷克語）舉行的法蘭克福議會大選。德意志與捷克雙方的民族主義者在布拉格內之間的緊張關係，在到了4月至5月期間時是急速升級。

### 奧地利總督抵制波蘭運動並助推加利西亞-魯塞尼亞重構
繼1846年運動後的波蘭人，是再一次於是次革命浪潮裡集結起來，參與到奧地利轄內及鄰近各地的運動當中（典型如約瑟夫·貝姆、亨利克·德姆賓基等參與奧地利及匈牙利革命）——而奧地利轄內加利西亞的波蘭人對於1846年慘劇仍歷歷在目，因而最初呼應維也納革命時是極為謹慎，僅限於為大省自治進行請願:167。 
而富有事業素養的時加利西亞總督弗朗茨·施塔登伯爵，是努力地把握著革命動向，更搶先於克拉科夫和利沃夫的波蘭民族委員會之前，在1848年4月22日（復活節）就推行解放當地農奴們（烏克蘭人）的法令——這一動作也實際早於帝國其他領土幾個月，而令當地波蘭人是陷入被動:167。烏克蘭人也就此開始參與到近現代政治生活當中，他們在革命時期展現出自身活躍的舞台除了加利西亞，還有布拉格的斯拉夫議會，以及新大選產生的維也納國會:123。 
奧地利加利西亞當局藉著拉攏一些身為希臘天主教神職人員的烏克蘭領袖，扶植魯塞尼亞意識以抵消波蘭方面的革命運動，令加利西亞的運動出現分裂跡象，當地忠於希臘禮天主教的烏克蘭農民們和波蘭貴族間是加大了（身份意識）利益分歧。施塔登總督在5月初的時候就鼓動一些烏克蘭希臘禮天主教聖職者在聖喬治主教座堂集議組建出魯塞尼亞最高委員會——該受奧地利總督背後支持成立的政團目標，是促进囊括東加利西亞、外喀尔巴阡和布科维纳的烏克蘭族羣領土統一於一省之內。 
同時5月時候維也納所掀起的革命浪潮蔓延到意大利和匈牙利，也重新鼓舞到加利西亞的波蘭人再次集結，組成兩萬人的國民警衛軍祈望可以引領全波蘭的解放:167。伴隨著魯塞尼亞委員會成立之後的發展，亦很快被波蘭人所指責，認為施塔登總督是製造出了魯塞尼亞問題。有此風帶動下加利西亞的烏克蘭人權益不斷提升——烏克蘭語系也在利沃夫大学開設起來，1848年5月15日利沃夫還出版了第一份烏克蘭報章Zoria Halytska，他們還建立起自身社羣的文化社團，更擁有了近代第一個自有軍事組織——一支農民組成的邊防團， 一支國民警衛隊， 以及一個神射手（sharpshooter）分隊:123。在11月的時候，加利西亞的波蘭抵抗力量被帝國軍瓦解，其中有4,000人成功逃脫越過了喀尔巴阡山，加入匈牙利人繼續對抗哈布斯堡，直到奧地利在沙俄增援下於1849年夏擊垮革命勢力:168。 

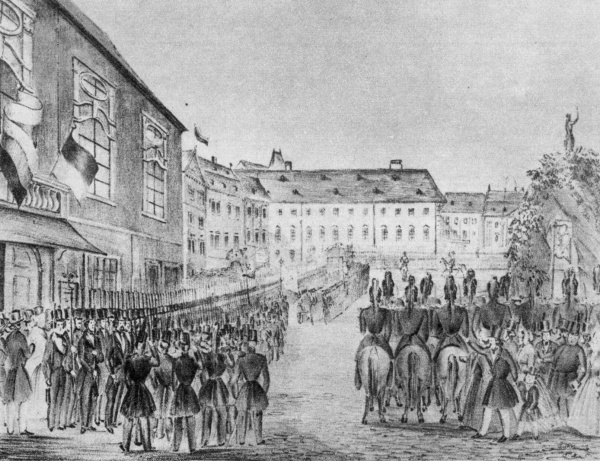
1848年6月5日在布爾諾街道上行軍的捷克國民警衛軍_(1848年)。經聖瓦茨拉夫議會_(1848年)授權，而在王冠領地諸城鎮在地捷克人組成志願部隊，在1851年8月前普遍活躍。其除為增強捷克民族自身防禦力，亦為解放捷克人口及經濟實力積累中的資產階級，

### 四月憲法，波希米亞運動分歧及布拉格變故
泛德意志自由派因不採納斐迪南一世頒下四月憲法，於5月15日開始繼續發起示威遊行。斐迪南懼怕新一波抗議浪潮，聲稱該憲法僅是未來召集國會所需的「背景材料」，在5月17日時候還由維也納逃至茵斯布魯克。皇帝遠走是導致革命運動出現一定程度的分裂——在激進派視之為勝利的時候，自由派懼於混亂持續而尋求建立立憲君主制:47-49。
同一時候捷克自由主義者們是準備進行捷克地區議會的大選，但同時存在於奧地利-斯拉夫主義和泛斯拉夫主義支持者們之間的對抗也有所升級。為處理上述爭端，6月2日至12日期間在斯洛萬斯基島是召集了斯拉夫議會，但會上未能達成任何重大成果:55-68。
同時由5月底以來一直留在布拉格的奧地利帝國將領阿爾弗雷德，是謀劃著對革命運動進行軍事鎮壓。他派遣部隊在布拉格周邊巡防，不過是引起了革命領袖們和公眾的警覺。在6月12日的時候，在布拉格馬市（現瓦茨拉夫廣場 )是舉辦了歡盛的五旬節活動，當時參與節慶的人群在活動後未有散去而前往了采萊特納街, 在那裡是遭遇到軍隊的猛烈襲擊。在街上的人們開始構築起路障，當時因為未有周詳計劃，軍隊在同一天晚上就奪取了那些關鍵目標。在布拉格右岸遭受炮轟之後，在6月17日布拉格人最終是向阿爾弗雷德投降。捷克地區總督很快解散了當地的國家委員會，而首席大臣皮勒斯多夫則禁制了捷克地區議會的召集。布拉格隨之也經歷一波逮捕潮，新聞自由和集會也被限制:68-91。對於奧地利的德意志派而言，基於前述民族主義間矛盾情緒，在面對6月時捷克人所遭受打擊時反而有所幸災樂禍，未有警覺到奧地利帝國軍事重整旗鼓:120，他們是沒有意識到哈布斯堡軍隊也將會擊潰他們自己的民族運動。

### 意大利多方乘勢對戰，帝國軍反擊革命
在3月革命大潮開始後見於奧地利權威似乎有所衰退，4月時候皮埃蒙特、庇護九世、拿坡里王國和托斯卡納大公國一齊決定派遣聯軍，以將奧地利軍隊趕出阿爾卑斯山的另一邊:185。奧地利軍隊當時未能有力控制建制秩序，進而迅速地潰退——陸軍元帥约瑟夫·拉德茨基的部隊疲於繼續和倫巴第-威尼托王國的威尼斯和米兰起事者交戰，指揮官唯有下令殘餘部隊撤離。在威尼斯和米兰的臨時政府是很快地表露了併入意大利邦聯的意願——但對於威尼斯臨時政府來說，在1848年奧地利和皮埃蒙特間達成停戰後，這個選項僅維持了五天就告終。而由於這些聯合勢力諸統治者在發起戰役的同時仍缺乏進一步協同一致，而奧地利軍隊亦較實力超群，因而當時的聯合目標也一併失敗:185。倫巴第-威尼托王國很快重新被在大陸內的奧地利所控制，同時也是因為在地民眾對革命的支持一同退散了：當時的革命理想多僅限於部分中產階級和上層階級，他們是既未能贏得下層的「民心」也未有令大眾信納意大利民族主義。當時而言大部分下層階級確實冷眼看待這些潮流，而在地大部分軍隊實際也保持著對奧地利的忠誠。僅在威尼斯和米兰的城鎮才具有廣泛支持革命的基礎，由此組成的聖馬可共和國是被帝國方面軍圍困直到1849年8月28日。

### 新政府大選，制憲紛擾及運動分裂
在保守性國體被推翻掉後，新的自由（包括新聞自由和結社自由）代而重臨，多種民族主義主張也登上政治舞台。除開維也納和布拉格所發生過的街頭事態，產生制憲會議的大選是在6至7月間舉行的——這個基於新議會所迅速舉行具有廣泛選舉權利的大選，是產生意想不到的結果，由於新選民們對他們的新政治權利是天真和困惑的，保守派和溫和自由派的代表們勝出佔據席位。那些支持最廣泛的選舉權利的激進分子，因為並不屬於在地有影響力者和富裕者，而在他們所倡導的選舉制裡落敗。複雜的大選結果是導致了類似於巴黎「六月天」起義的對抗局面：而早於五月時候的革命進程已有一定程度令運動內部產生裂痕，部分自由派貴族和知識階層是既已滿足於憲制秩序當刻轉變，而和運動中較激進的學生和工人羣體產生對立。
1848年夏的時候，中產階級和工人羣體間的對立狀況也有所加深，而市道經濟也未見起色， 失業和通貨膨脹狀況有所惡化，中小企業處於破產邊緣，而這一切也令到之後的勞工運動也趨於激進化，其訴求包括提高薪酬待遇、引入社會保障和減少工時。
在如此背景下所產生的制憲議會當時還肩負著一項不可能完成的治理任務，即兼顧轄區內人民需求和決策轄區實際情況。當時新誕生的奧地利制憲會議，是分為捷克派、德意志派和波蘭派，每個派系內部都有左右政治光譜。而在議會之外，新政府也不斷收到來自各方施壓，有如請願書和報章報導，又如公眾示威還有政治俱樂部方面，同時在議會內部也經常發生充斥暴力表達的辯論情形。
維也納新國會正式於7月22日開始議程 ，得以早於1849年3月之前初步討論廢除農奴制，有關法案於1848年9月1日敲定，是將農民們由對領主依賴和領主管轄權內所解放出來， 而政府也會和農民分攤一半原體制下其所負擔的徭役金 , 地役权和徭役義務的贖償費用——帝國皇帝是正式於9月7日簽署該廢止法案。還有另一項議題是關於國會和皇帝之間的關係問題；議員們當時最終是決定如果要認受君主制，是需要可約束其的法律:99-109。
同一時期，新政府的國民警衛軍被用於鎮壓此起彼伏的勞工運動，而學院軍團和安全委員會對此均保持沉默——8月23日的時候工人們在利奧波德城抗議參與失業救濟工作被削減報酬的時候，就遭遇警衛軍的嚴酷鎮壓，結果造成六人死亡和多人受傷；在維也納郊區發生示威，是遭到驅散。這些情況是加深了羣體間分歧，一邊的工人們是渴求社會改革和一個可完滿過活的標準，而另一邊的自由派資產階層和專業界中產階層，則僅著眼於有限政治改革:190。

## 匈牙利王國轄境的革命
基於革命風潮和巴黎當時革命成功的消息，匈牙利國會是於佩斯召開， 科蘇特·拉約什是成為議會下層紳士的領袖，由此組成新內閣。由科蘇特和塞切尼為代表在國會內的匈牙利自由派現代主義者是繼續推動革命，期望在哈布斯堡帝國內的匈牙利掌握自治權力，建立起一個由民主政府治理的工業化社會。國會是由三月中旬開始就著科蘇特提出的方案進行辯論，然後到5月15日的時候定下創立一個新匈牙利政國的目標:184-185；在討論期間，國會還通過了一項涵蓋全面的改革法案，被稱作四月法/三月法，這部法案當時是對匈牙利的經濟、社會和政治生活幾乎方方面面都有所改變，內容包括法律面前一律平等、廢除貴族稅負特權及廢除農民徭役和什一税（會向領主給予抵償），並建立一個四分之一成年男性擁有投票權、以資產為基礎的大選，由此產生自由化憲政體系:80。
另外當時還計劃由資產所有者們參與正式大選再產生新的國會，除產生新行政機構和首府移至匈牙利傳統中心布達佩斯，也有將匈牙利部隊從帝國軍建制內分離出以獨立編成:104。當時建制改革後是依據保留君主制，容許哈布斯堡當局任免匈牙利國王。當時第一屆新大選產生的國會代表有七成以上都是貴族:185。
國會在10月的時候是被斐迪南一世下令解散。 1849年的時候在德布勒森歸正大教堂又召集了一次匈牙利議會，宣告廢黜約瑟夫一世並再推選科蘇特·拉約什作為攝政總理。革命最終是被尤利乌斯·雅各布·冯·海瑙將軍率領的奧地利軍隊鎮壓， 議會就此也被解散。

### 與少數族羣運動分歧，裂痕產生及武裝衝突
匈牙利當局在同一時期，對克羅地亞和羅馬尼亞相應民族運動的政治活動卻是採取限制。當時的克羅地亞人和羅馬尼亞人亦持有自治的欲求，認為僅改換另一個中央政府並不會有任何益處。當時克羅地亞人、羅馬尼亞人、塞爾維亞人是在一頭境域與匈牙利發生武裝衝突，斯洛伐克人則在另一頭與匈牙利交鋒：部分個例是屬於早有緊張狀態的持續和進一步升級，如1845年克羅地亞的七月受害者。
克羅地亞哈布斯堡王國和斯拉沃尼亞王國也斷絕了和在佩斯的匈牙利新政府之間的聯繫，而轉投效力帝國。帝國皇室在三月份時任命了保守派的约瑟夫·耶拉契奇擔任克羅地亞-斯拉沃尼亞伯爵 ，而君主立憲的匈牙利政府則免去他這一職銜，但當時耶拉契奇是以君主之名拒絕交出權力。因此造成匈牙利在一段時期裡，是同時存在兩個政府以「斐迪南·馮·哈布斯堡」名義相互抵觸地宣政。
到1848年中期時匈牙利意識到其正處於通往內戰的途中，政府諸大臣意圖以出兵意大利北部協助奧地利軍隊作交換、謀求哈布斯堡支持其對抗耶拉契奇政府。另一邊廂匈牙利也有意和耶拉契奇達成和解，不過對方堅持任何對話必須是以重建哈布斯堡中央管治權威作前提條件。到8月末的時候維也納政府是正式命令佩斯匈牙利政府終止自組匈牙利軍隊的計劃，而耶拉契奇隨即在未宣告之下針對匈牙利直接採取軍事行動。
1848年5月1日～3日在斯雷姆斯基卡尔洛夫齐是舉行了奧地利帝國內塞爾維亞族國民大會，在會期間塞族人是宣佈建立起自治的哈布斯堡王冠領地塞爾維亞伏伊伏丁那。由此引發匈牙利和塞爾維亞人之間的戰爭，先致諸如於1848年7月14日在斯爾博布蘭所爆發的衝突，此戰事發生時是菲利普·貝希托德（Fülöp Berchtold）男爵率領下的匈牙利軍隊開始第一次對該市鎮施行圍城戰，由於塞爾維亞一方的頑強防禦，匈牙利軍最終撤退。隨著之後衝突鋪開三個戰線（在巴納特和巴奇卡對戰羅馬尼亞人和塞爾維亞人，以及在特蘭西瓦尼亞對抗羅馬尼亞人），位處佩斯的匈牙利激進派視之為一個獲取利益的機會（活躍起來），如此背景下到9月時候議會為避免事態爆發為暴力對抗，而向激進派讓步。據學者羅傑·普萊斯分析認為，當時德意志-奧地利所主導的帝國官僚機構，是認為匈牙利改革派要求更多的自治權力是超出帝國可負擔的範圍:82。
維也納帝國政府和佩斯匈牙利國會之間日益緊張的關係，在9月21日時達到極限，當日是成立了以科蘇特領導的國防委員會，其實質行使起政府職權。維也納宮廷則於9月25日任命弗朗茨·菲利普·馮·蘭伯格伯爵為元帥及臨時性的匈牙利伯爵，任免是同時授予其對匈牙利所有軍隊（包括耶拉契奇軍隊）指揮權，由此是令維也納和佩斯之間正式決裂。在蘭伯格抵達匈牙利遭受襲擊後，帝國政府於9月28日下令解散匈牙利國會，也再任命耶拉契奇去接掌匈牙利帝國權威，同時宣佈施行戒嚴，實質即對匈牙利宣戰。在初期戰果不利之下，受大多匈牙利人支持而緊急組建的匈牙利部隊是成功抵禦了來襲的奧地利軍隊， 但由於保守的匈牙利將軍喬治猶豫不決，未能在十月末維也納起義時向當地反叛者提供武裝支援，成為對抗的敗數。奧地利帝國政府藉機是獲得時間，對奧地利內革命進行制壓，同時再向俄羅斯沙皇請求派軍支援對付匈牙利——奧地利軍隊在沙皇超過100,000兵力的支援下，成功擊敗匈牙利人，在1849年6月的時候解散了當地的革命政府:191。

## 帝國軍隊捍衛哈布斯堡，重建中央秩序

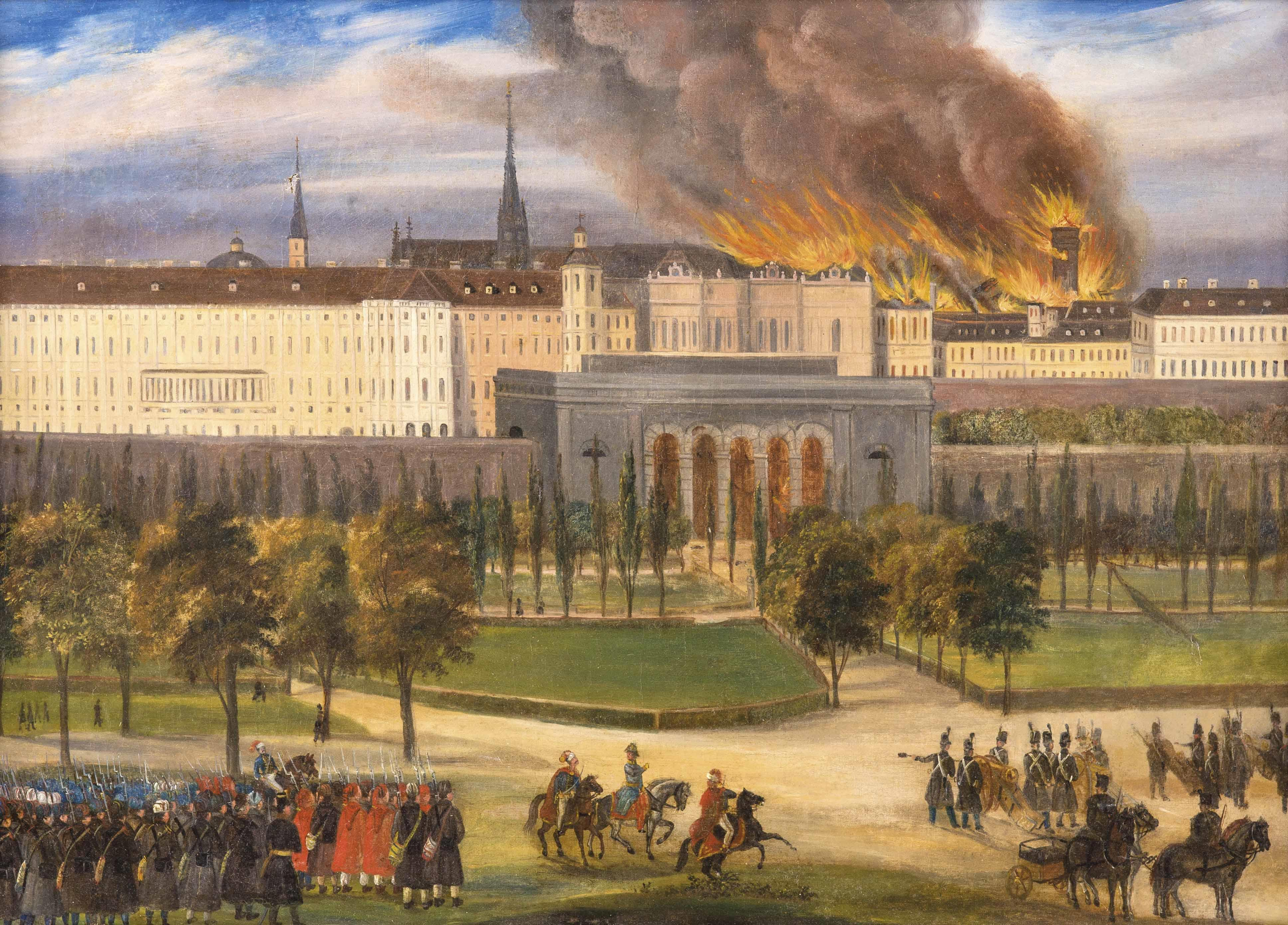
1848年十月維也納起義，溫迪施格雷茨親王率部隊集結於霍夫堡皇宮城堡門（The Burgtor）。

在革命時期奧地利-哈布斯堡的權威，主要都由在此期間接管了行政當局多項決策能力的眾軍隊將領，以各自軍事行動進行恢復——1848年6月阿爾弗雷德親王率領軍隊就先壓制了波希米亞的運動，7月時約瑟夫·拉德茨基將軍的部隊則擊潰了意大利威尼托及皮埃蒙特的對抗勢力。到9月時克羅地亞督軍耶拉契奇率軍進入匈牙利，維也納錯綜複雜力量角逐的結果，是令革命被復甦的哈布斯堡所摧毀——人們反對帝國當局對匈牙利宣戰及擔憂被強徵入伍參戰，而於10月再次於維也納起義:122，曾經在3月外逃的皇帝斐迪南一世選擇再次撤離美泉宮，在大量衛兵護送下移駕奧洛摩次的摩拉維亞大城堡:282——最後也是阿爾弗雷德親王以及耶拉契奇領兵鎮壓了是次起事，才令王室得以返回維也納。:69
阿爾弗雷德親王同時為重建帝國權威也做得更多，斐迪南一世是據其建議而將哈布斯堡政府的領導權力授予施瓦岑贝格親王，而施瓦岑貝格也促成了皇帝於1848年12月將君權傳予弗朗茨（斐迪南的十八歲侄子），表面上還曾顯示願與運動喚起的社會力量進行合作——不過施瓦岑貝格親王在哈布斯堡權威鞏固後就轉變姿態，最後在1849年3月7日是派兵強行驅散維也納國會，令議會所起草的準備重組帝國聯邦體制的憲法流產，代之重拾帝國中央權威，並更堅定地維護管治秩序。:70

## 影響及反應

### 影響內外運動，邁向重構的泛德意志
與奧地利帝國發生的革命相照，在德意志地區也掀起同一波浪潮，並建立起法蘭克福國民議會:39-47——在維也納和其他哈布斯堡君主國地區參與革命的德意志人，都完全投入到為該議會所舉行的兩次大選。這個奧地利人在內也有代表席位的議會，隨後再選舉哈布斯堡的約翰大公擔任新德意志的「帝國攝政」。當時革命激進派之中的德意志民族主義思潮是極為強烈的，在1848年4月1日時，德意志革命派就將其運動代表的三色旗升上聖斯德望主教座堂的尖頂，到4月2日旗幟再被他們帶到德意志皇帝約瑟夫二世的雕像前，然後又升在霍夫堡皇宮的上方。在同時處於革命各運動交相呼應的光景下，跨社羣背景所共同追求的解放願景，比鄰著泛德意志一統運動的趨向，是轉變成複雜的問題——如運動中代表不同身份的旗幟：泛德意志地區的君主國度裡，各族羣代表旗幟應該如何安排在運動中的位置；奧地利（治下所有社羣）如果有代表自身的旗幟，在運動中應該是在怎樣的位置。而在泛德意志視野裡所見，維也納革命究竟是屬於奧地利-哈布斯堡，還是屬於德意志，從運動開始更一直是個未解的問題。:120
法蘭克福國會推行的大德意志思想，在被邀赴會的法蘭提塞克·帕拉茲基看來就已經是會削弱捷克民族運動，因此其拒絕列席:39-47；由法蘭克福國會產生的立憲化德意志國藍圖，對於哈布斯堡君主國各（非德意志）地區而言，會否併入之中還是一個謎題:120。奧地利政府倒是一度支持法蘭克福的立憲計劃並有參與到有關選舉當中， 而摩拉維亞領土議會就支持捷克本土立場，並指出奧地利皇帝意圖成為德意志皇帝的想法是相當天真，同時也指出奧地利其經濟競爭力並不會在與德意志共處的關稅同盟內具優勝地位:39-47。另外法蘭克福會議產生的聯邦政府權威亦未受到德意志地區各方完全認可，新聯邦任免的陸軍元帥愛德華·馮·帕伊克在檢閱各邦軍隊、並讓各自當場為約翰大公歡呼三聲以示效忠之時，奧地利人和普魯士人是不假思索地拒絕了這項要求，漢諾威則聲稱天氣不好推辭掉閱兵，巴伐利亞部隊則同時將歡呼致以其他邦君主及德意志民族:175。

### 擔當「歐洲憲兵」的俄國
沙皇尼古拉一世在鎮壓波蘭十一月起義後，繼續和普魯士、奧地利維持著共同防範地緣秩序被衝擊的聯盟關係。當1848年首先發生二月革命時，俄羅斯便斷絕了與法國的外交，並在帝國西部邊境調集了300,000～400,000兵力進行戒備。其也擔憂鄰近的革命運動會對治下的波蘭人做出示範作用。當到了1849年1月，駐紮特蘭西瓦尼亞的匈牙利部隊經約瑟夫·貝姆授權湧入布科維納時，是引起鄰近俄羅斯西部波蘭地區的沙俄軍官注意，此變化也令尼古拉一世疑心加重。就此沙皇便授權駐波蘭總督兼陸軍元帥伊萬·帕斯克維奇, 「一旦奧地利官方有所要求，全權（代表帝國）過境支援對抗叛亂者的戰事」。 而事實上在未獲奧地利中央政府正式邀約、而獲地方上的普赫納將軍（General Puchner）邀求對抗馬扎爾人，一支6,000人的俄羅斯部隊就曾突進到特蘭西瓦尼亞。結果這支部隊是和羅馬尼亞以及奧地利帝國的部隊一道，被貝姆部隊所擊退，在春季就退了回去:373-374。
尼古拉一世於1849年5月時，再正式答應了弗蘭茨·約瑟夫一世的請求，同意以「反對無政府主義的神聖斗爭」的名義派出軍事增援，協助鎮壓匈牙利的革命運動:289。國際社會因為擔憂俄軍激增可能危及中歐局勢，進而未有對匈牙利革命給予實質支持:291-293。

### 其他方面
無論革命中奧地利-德意志立憲一統的嘗試，或匈牙利試圖脫離哈布斯堡，其他外界反應並不相當積極:175:291-293：
- 普魯士王國為德意志邦聯成員，雖關注奧地利-德意志問題、但最終未接納1849年憲法；與匈牙利完全敵對，其保守派政府也一方面畏懼俄軍干預後果，另一方面更有提出派遣軍隊參與俄方入侵匈牙利，意圖為自己取得局勢控制權。
- 法蘭西第二共和國：並不樂見奧地利-德意志一統化；對於匈牙利革命，法國總統路易-拿破崙（拿破崙三世）無暇挑戰俄軍，重心在於對戰羅馬共和國。巴黎政府冷漠對待求援。
- 英国：外相坦普爾支持革命及民族自決，但未有提供實際支持，同時堅持認為匈牙利依法律固然屬於奧地利帝國。
- 美国：對於匈牙利革命表示同情，僅在外交上予以認可，未有提供支援。

## 備註
1. ↑  奧地利帝國和德意志是以各個邦國「組成」（Zusammengesetzten）一個鬆散缺乏中央權威的整體，與現代意義的聯邦制不同，在其之中包括了地方各邦國和各等級所代表的權力，以及以此為基礎的相當大程度的「獨立自主」。
2. ↑  在普魯士於1871年統一德意志諸邦前，「德國」（Deutschland）並未固化為一個國體和政治概念，其是僅限於文化、語言和關聯地理範圍，所以在近代前的奧地利和德意志歷史是緊密交織的。

## 文獻
- Bidelux, Robert; Jeffries, Ian. . London: Routledge. 1998. ISBN 0-415-16111-8.
- Marx, Karl; Engels, Friedrich. .  9. （原始内容存档于2005-02-09）.
- Nobili, Johann. Hungary 1848: The Winter Campaign. Edited and translated Christopher Pringle. Warwick, UK: Helion & Company Ltd., 2021.
- Sperber, Jonathan. . Cambridge: Cambridge University Press. 2005. ISBN 978-0-521-83907-5.
- Schwarzschild, Léopold. . New York: C. Scribner's Sons. 1947.

## 延伸閱讀
- Robin Okey, The Habsburg Monarchy c. 1765–1918: From Enlightenment to Eclipse, New York: Palgrave Macmillan, 2002
- Otto Wenkstern, History of the war in Hungary in 1848 and 1849, London: J. W. Parker, 1859 (Digitized version （页面存档备份，存于）)

## 外部鏈接
- 「1848年革命的百科全書」 （页面存档备份，存于）
- 哈布斯堡帝國領土內的1848年革命 （页面存档备份，存于）